# Karina LeBlanc
Karina LeBlanc (Atlanta, 30 marzo 1980) è un'ex calciatrice canadese, di ruolo portiere.

## Carriera

### Nazionale
Con la Nazionale canadese ha disputato oltre 100 partite, partecipando a tre diverse edizioni dei Mondiali (1999, 2003 e 2011), alle qualificazioni alle Olimpiadi del 2008 ed alle Olimpiadi di Pechino 2008 e Londra 2012, dove, dopo aver giocato la partita della fase a gironi vinta per 3-0 contro il Sudafrica il 28 luglio 2012, ha anche vinto una medaglia di bronzo il 9 agosto a seguito della partita vinta per 1-0 contro la Francia.
Nell'aprile 2015 viene inserita in rosa nella formazione che rappresenta il Canada nel Mondiale 2015.
Al termine del torneo LeBlanc ha annunciato il suo ritiro dal calcio giocato.

### Allenatrice
Parallelamente alla carriera da calciatrice, svolge da diversi anni il ruolo di assistente allenatore presso la Rutgers University.

## Palmarès

### Nazionale
- Bronzo olimpico: 1

Londra 2012